# Sd.Kfz.2
Sd.Kfz. 2 (kleines Kettenkraftrad Sd.Kfz. 2, Kettenkrad lub NSU-Kettenkrad) – lekki półgąsienicowy ciągnik  wielozadaniowy (motocykl gąsienicowy) konstrukcji niemieckiej z okresu II wojny światowej. Wyróżniał się napędem półgąsienicowym z zaadaptowanym układem kierowniczym i przednim kołem motocykla. Służył do różnych celów, jak transport, holowanie dział, układanie kabli telefonicznych itp. Wyprodukowany ogółem w ilości ok. 9000 egzemplarzy, w tym 8411 do końca wojny.

## Historia

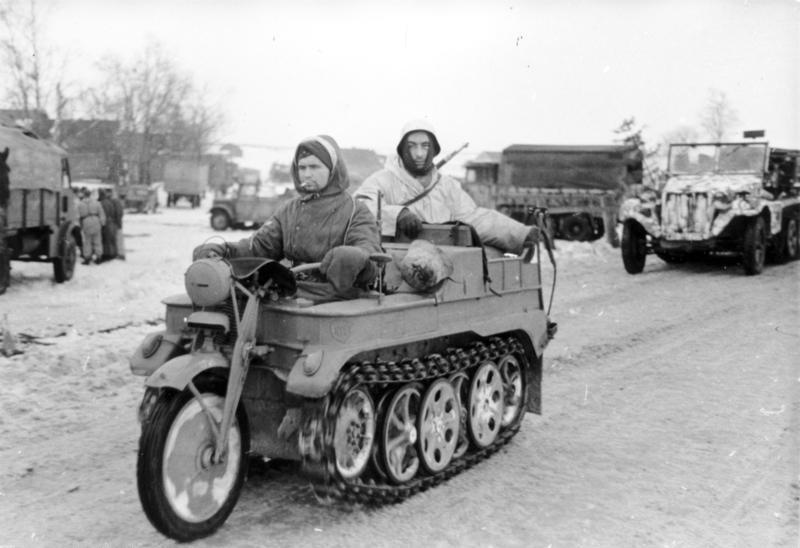
Kettenkrad na froncie wschodnim (1943)

W zakładach NSU Motorenwerke w Neckarsulm podjęto w 1938 decyzję o rozpoczęciu projektowania nowego typu pojazdu. Szansę na sukces komercyjny zauważono w podjęciu produkcji lekkiego, uniwersalnego ciągnika będącego w stanie zastąpić zaprzęgi konne w leśnictwie, rolnictwie i budownictwie. Z uwagi na dotychczasowe doświadczenia firmy w produkcji motocykli, miało to być swoistego rodzaju połączenie motocykla z ciągnikiem gąsienicowym. Pomysł nie był całkowicie nowy, ponieważ podobne eksperymenty były prowadzone już m.in. we Francji oraz Austrii (zakłady Austro-Daimler). W 1939 projekt uzyskał wsparcie Urzędu Uzbrojenia Wojsk Lądowych. Wojsko poszukiwało lekkiego holownika lub transportera mogącego przewozić zaopatrzenie w trudnych warunkach terenowych. Miał on także transportować różne rodzaje broni i sprzętu: karabiny maszynowe, moździerze, bębny z kablem telefonicznym. W 1940 powstał pierwszy prototyp takiego pojazdu. Schowany wewnątrz kadłuba silnik zaadaptowany z samochodu Opel Olympia napędzał układ gąsienicowy, a skręty były wykonywane przy pomocy kierownicy motocyklowej z pojedynczym kołem przez kierowcę, siedzącego w odkrytym nadwoziu z przodu pojazdu. Nosił on oznaczenie wojskowe: kleiner Kettenkraftwagen, Vs. Kfz. 620. 5 czerwca 1941 roku pojazd został oficjalnie przyjęty do uzbrojenia Wehrmacht, otrzymując oznaczenie wojskowe: kleines Kettenkraftrad, Sd.Kfz. 2 (mały motocykl gąsienicowy, specjalny pojazd silnikowy 2). Powszechnie jednak, nawet w oficjalnych dokumentach, stosowano skróconą nazwę: Kettenkrad lub NSU-Kettenkrad.
Pierwsze zamówienie na nowe pojazdy wpłynęło już w 1940. Między lipcem 1940 a końcem 1941 w zakładach NSU miało powstać 500 egzemplarzy tzw. serii zerowej. Zostało ono zrealizowane zgodnie z harmonogramem. Wkrótce napłynęły dalsze zamówienia. Nie tylko z Wojsk Lądowych, ale i Luftwaffe. Produkcja stale rosła. Od 1943 produkowane były na licencji w firmie Stoewer w Szczecinie. W ich wytwarzaniu uczestniczyło także kilka fabryk francuskich, w tym Simca.
W latach 1940–1945 armia niemiecka odebrała następującą liczbę egzemplarzy Kettenkradów:
- 1940 – 142
- 1941 – 419
- 1942 – 967
- 1943 – 2440
- 1944 – 4155
- 1945 – 288

W sumie dostarczono 8411 sztuk.
Kattenkrady były produkowane również po wojnie. W 1947 roku, po uzyskaniu zezwolenia władz okupacyjnych, ze zgromadzonych części zamiennych i nieukończonych pojazdów zdołano skompletować 200 egzemplarzy. Do końca produkcji w 1948, udało się zmontować co najmniej 500 sztuk. Były one używane głównie w leśnictwie – do holowania ściętych drzew. Pewna liczba została dostosowana do pełnienia funkcji pojazdów straży pożarnej, np. używała ich fabryczna straż pożarna w zakładach NSU.

## Wersje pojazdu
- Sd.Kfz. 2 – podstawowa wersja produkcyjna. Wykorzystywana jako uniwersalny pojazd transportowy oraz holujący lekkie działa lub jednoosiową przyczepkę.
- Sd.Kfz. 2/1 – pojazd produkowany dla potrzeb oddziałów łączności. Nosił on oficjalne oznaczenie kleines Kettenkraftrad für Feldfernkabel (Sd.Kfz. 2/1). Był on przystosowany do przewożenia dwóch bębnów z kablem telefonicznym nad przedziałem silnikowym. Dwa kolejne bębny przewożono na specjalnej jednoosiowej przyczepce. Wymiary pojazdu były nieco większe niż wersji podstawowej. Długość wynosiła 3,15 m, szerokość 1,33 m, wysokość 1,71 m. Masa całkowita wynosiła 1675 kg.
- Sd.Kfz. 2/2 – druga wersja pojazdu produkowanego dla oddziałów łączności. Nosiła oficjalna nazwę kleines Kettenkraftrad für schweres Feldkabel (Sd.Kfz. 2/2). Od poprzedniej, różniła się ona rodzajem stosowanych bębnów z kablem telefonicznym, oraz ich usytuowaniem na pojeździe. Masa całkowita wynosiła 1590 kg.
- Sd.Kfz. 2/3 – oznaczenie stosowane w niektórych opracowaniach, dla wersji wyposażonej w pomocniczy dźwig. Była ona stosowana w niektórych kompaniach warsztatowych. Ramię dźwigu było umieszczone z przodu pojazdu. Z tyłu, na miejscu siedzeń, montowano przeciwwagę.
- Sicherungsfahrzeuge – uzbrojona wersja patrolowa. Pojazd był uzbrojony w jeden karabin maszynowy MG 34 kal. 7,92 mm. Usunięto w nim dwa tylne siedzenia. W zamian zamontowano tylko jedno, z prawej strony kadłuba. Było ono przeznaczone dla celowniczego karabinu. Siedział on twarzą do kierunku jazdy. Nad przedziałem silnikowym, zamontowany był zasobnik na amunicję.
- Uzbrojona wersja dla Luftwaffe przeznaczona dla oddziałów ochraniających lotniska. Stanowisko kierowcy było osłonięte, z przodu i z boków, płytami pancernymi. Obserwował on drogę przez dwie wąskie szczeliny w przednim pancerzu. Pojazd był uzbrojony w karabin maszynowy MG 15 kal. 7,92 mm. Wyprodukowano kilka modeli, różniących się usytuowaniem karabinu maszynowego.

## Służba
Jednostki Wehrmachtu, pierwsze 70 egzemplarzy serii zerowej, otrzymały już w 1940 roku. Nie wprowadzono ich jednak do normalnej eksploatacji. Poddano je szeregowi prób w najrozmaitszych warunkach terenowych. Na masową skalę znalazły się w oddziałach walczących w Afryce i na froncie wschodnim w 1942. 20 grudnia 1942 było ich w uzbrojeniu 1208 egzemplarzy.
Cieszyły się pozytywna opinią użytkowników. Ceniono ich świetne walory terenowe, oraz dużą prędkość jazdy po drodze. Mogły skręcać na zasadzie motocykla wykorzystując przednie koło, ale także jak pojazdy gąsienicowe przez częściową lub całkowitą blokadę jednej z gąsienic. Do wad zaliczano dosyć skomplikowaną konstrukcję oraz brak osłony załogi przed czynnikami atmosferycznymi.
Podstawowym zastosowaniem Kettenkradów był transport zaopatrzenia i amunicji w trudnym terenie. Stosowano je również jako lekkie ciągniki artyleryjskie. W oddziałach powietrznodesantowych, holowały działa bezodrzutowe 10,5 cm Leichtgeschütz 40. W jednostkach górskich – działa górskie 7,5 cm Gebirgsgeschütz 36. Stosowano je także jako pojazdy łącznikowe. Oddziały łączności wykorzystywały je do układania kabli telefonicznych. Używały je oddziały zwalczające partyzantkę na tyłach frontu wschodniego. Uzbrojone wersje, stosowane były przez Luftwaffe do ochrony lotnisk. Używano ich tam także do holowania samolotów.
Kettenkrady są uważane za jedne z najbardziej uniwersalnych pojazdów Wehrmachtu. Zdobyczne egzemplarze były także masowo wykorzystywane przez armie aliantów.

## Konstrukcja
Napęd stanowił 4-cylindrowy silnik gaźnikowy, czterosuwowy, chłodzony cieczą, o pojemności skokowej 1478 cm³ i mocy 36 KM przy 3400 obr/min. Skrzynia biegów była mechaniczna, z trzema biegami do przodu i jednym do tyłu oraz reduktorem, podwajającym liczbę przełożeń. Skręty były wykonywane poprzez odchylenie przedniego koła, a przy większym wychyleniu dodatkowo hamulce bębnowe hamowały jedną z gąsienic, powodując zacieśnianie skrętu. Minimalny promień skrętu wynosił 4 m. Układ gąsienicowy z każdej strony składał się z koła napędowego z przodu, koła napinającego z tyłu i czterech kół jezdnych, zachodzących na siebie, zawieszonych na drążkach skrętnych. Rozstaw środków gąsienic wynosił 1 m.